# جاش دیویسون
جاش دیویسون (انگلیسی: Josh Davison؛ زادهٔ ۱۶ سپتامبر ۱۹۹۹) بازیکن فوتبال است.
از باشگاه‌هایی که در آن بازی کرده‌است می‌توان به باشگاه فوتبال پیتربورو یونایتد اشاره کرد.